# L'Isle joyeuse

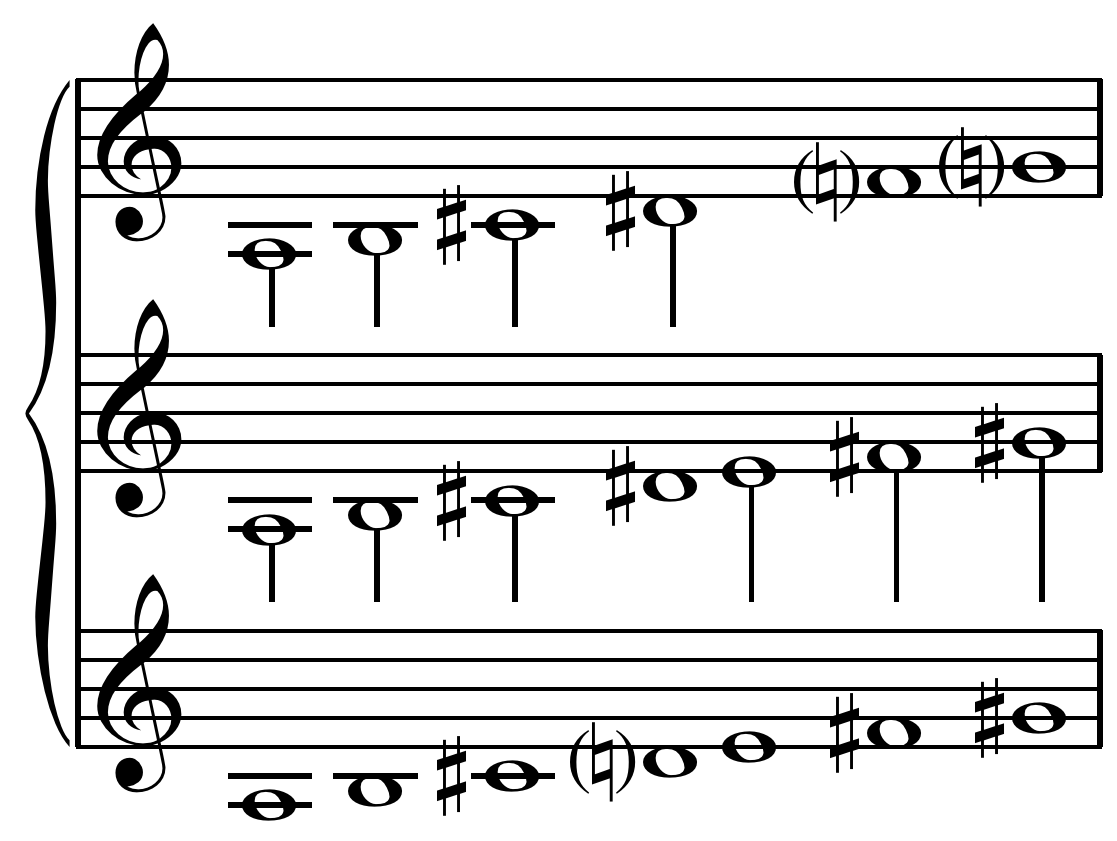
Escalas en la
- de tonos enteros,
- lidia y
- mayor

L'Isle joyeuse (La isla feliz) es una breve pieza musical para piano solo de Claude Debussy compuesta en 1904. Pensada en principio como parte de la Suite bergamasque, fue publicada finalmente de forma independiente. Según Jim Samson (1977), la «relación central de la obra es que el material esta basado en la escala de tonos enteros, el modo lidio y la escala diatónica, siendo el modo lidio un eficaz mediador entre las otras dos».

## Estructura

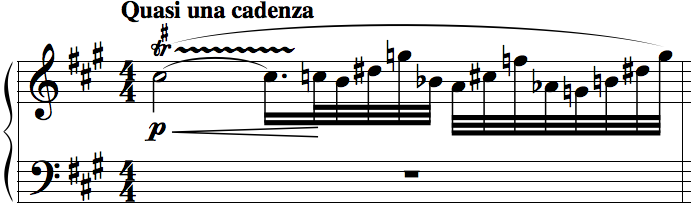
L'Isle joyeuse empieza con una cadenza atonal y cromática

### Exposición, 1-98
La introducción crea un contexto de tonos enteros. Esto cambia a una escala lidia en la, en los compases 15-21, transiciones, a través de la adición de un sol natural, hasta llegar al contexto de tonos enteros de un nuevo motivo en el compás 21. Este contexto de la escala lidia en la sirve como transición del modo de tonos enteros en la a una escala mayor en la, con declinaciones ocasionales a la escala lidia en re, del segundo tema en el compás 67.

### Parte central, 99-159
La otra transposición emplea la escala de tonos enteros, evitada en secciones externas, y proporciona más contraste armónico.

### Recapitulación, 160-final
El segundo sujeto aparece en un puro la mayor, «el último objetivo tonal de la pieza». Las codas iniciales son «cada vez más fuertes y animadas hasta que se acerca el final». Acaba con un fuerte trémolo y un acorde en la mayor arpegiado de agudo a grave, golpeando el la más grave del piano marcadamente.